# Bohnenburg
Bohnenburg (niederdeutsch Bohnenborg) ist ein Dorf im Ortsteil Tripkau der Gemeinde Amt Neuhaus in Niedersachsen.

## Geographie
Der Ort liegt fünf Kilometer östlich von Hitzacker am gegenüberliegenden Ufer der Elbe im Biosphärenreservat Niedersächsische Elbtalaue.

## Geschichte
Für das Jahr 1848 wird angegeben, dass Bohnenburg 25 Wohngebäude hatte, in denen 240 Einwohner lebten. Zu der Zeit war der Ort nach Tripkau eingepfarrt, die Schule befand sich in Wilkenstorf. Am 1. Dezember 1910 hatte Bohnenburg im Kreis Bleckede 152 Einwohner. Im Rahmen der Gebietsänderungen in Mecklenburg wurde Bohnenburg am 1. Juli 1950 nach Tripkau eingemeindet. Nach der deutschen Wiedervereinigung wechselte der Ort am 30. Juni 1993 aus Mecklenburg-Vorpommern nach Niedersachsen in den Landkreis Lüneburg. Am 1. Oktober 1993 wurde Tripkau mit Bohnenburg in die Gemeinde Amt Neuhaus eingemeindet. Für das Jahr 2011 werden nur noch 25 Einwohner gezählt, sechs Jahre später nur noch 19.

## Sehenswürdigkeiten
In Bohnenburg befindet sich die Allee des Jahres 2009.